# Wagina
Wagina (ou souvent en anglais colonial Vaghena Island) est une île et une petite communauté des Salomon, avec 2000 habitants, la plupart habitant sur les rivages de la baie de Kenli qui dispose d'un quai de débarquement. Il y a trois villages à Wagina : Kukutin, Arariki et Nikumaroro. Les habitants sont tous des Gilbertins (originaires des îles Gilbert) qui ont été installés ici par les autorités britanniques du temps de la colonie des îles Salomon, après avoir été évacués des îles Phœnix à la fin des années cinquante (1955-1958), notamment ceux de Hull et de Gardner. Cette communauté fait partie de la province de Choiseul.
L'île de Vaghena avait été entièrement dépeuplée à la fin du XIXe siècle (vers 1870) par les blackbirders et les chasseurs de tête très présents dans la région. Elle était donc inhabitée quand le Colonial Office a décidé de la repeupler avec des Gilbertins (aujourd'hui Kiribati).